# Twaalfjarig Bestand

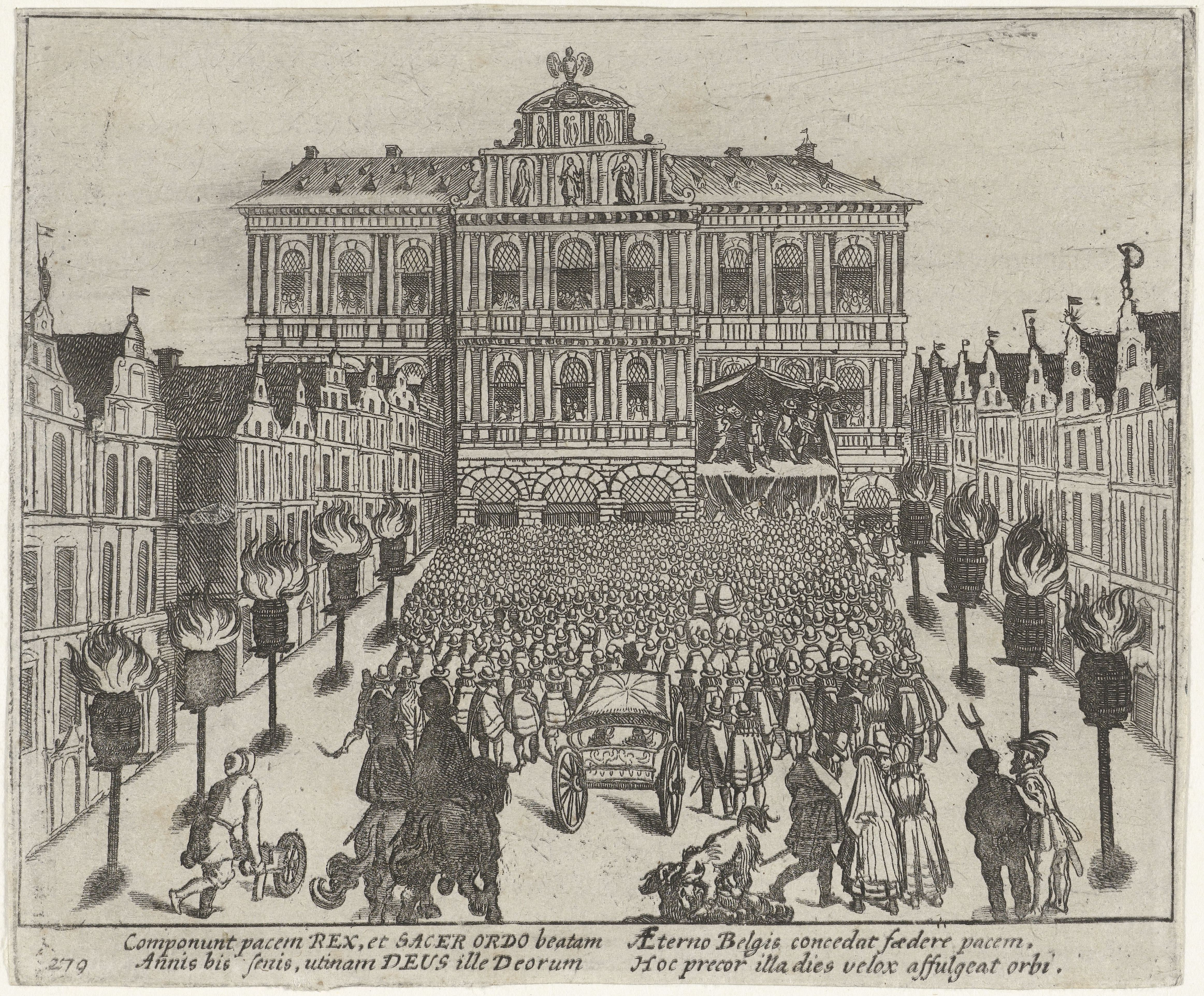
Het bestand wordt afgekondigd in Antwerpen vanaf het stadhuis (Simon Frisius).

Het Twaalfjarig Bestand of Treves (van het Franse woord voor 'bestand', trêve) was een periode van twaalf jaar van wapenstilstand gedurende de Tachtigjarige Oorlog waarin niet of nauwelijks tussen de Republiek der Zeven Verenigde Nederlanden en de Habsburgse Nederlanden (juridisch afhankelijk van het Spaanse Rijk) werd gevochten. Het bestand duurde van 1609 tot 1621. Spanje erkende in 1607 (voorlopig bestand) de facto en 1609 de jure de soevereiniteit van de republiek op aandringen van Johan van Oldenbarnevelt. Engeland en Frankrijk volgden in 1609. Het verdrag zelf wordt, vooral in het buitenland, ook wel het Verdrag van Antwerpen genoemd.

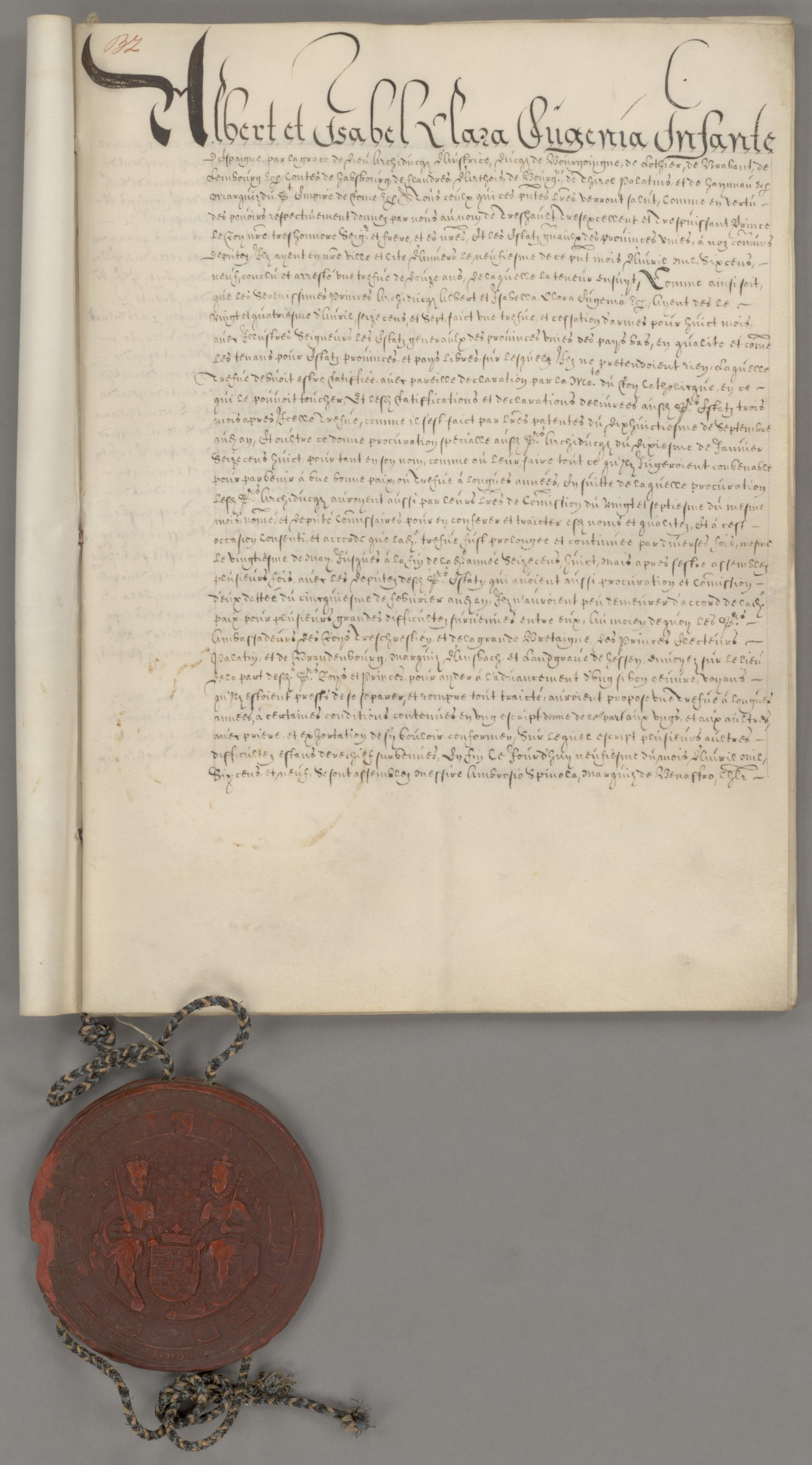
Twaalfjarig bestand

In 1621 werden de vijandelijkheden hervat. De oprichting van de West-Indische Compagnie dateert ook uit dat jaar.

## Aanloop

### Staatse successen
Sinds de jaren 1560 waren de Staatsen verwikkeld in een strijd met het Spaanse Rijk, de Tachtigjarige Oorlog. Het conflict was een godsdienstoorlog vermengd met worstelingen over de Nederlandse adellijke, stedelijke en gewestelijke autonomie of privileges op politiek en financieel terrein ten opzichte van de centralistische absolute Spaanse monarchie. Nadat verzoening onmogelijk bleek, verklaarde het door opstandige Staten-Generaal beheerste gebied zich in 1581 middels het Plakkaat van Verlatinghe onafhankelijk en tot slot in 1588 een republiek. In deze periode, gekend als Parma's negen jaren (1579–1588), leden de rebellen gevoelige nederlagen door het verlies van bijna alle Zuidelijke Nederlanden waaronder de belangrijke steden Antwerpen en Brussel (1585), veel noordoostelijke gebieden na het Verraad van Rennenberg (1580) en de invloedrijkste rebellenleider Willem van Oranje (1584). De verwoesting van de Spaanse Armada in 1588 deed echter de kansen keren. In de zogenaamde Tien jaren (1588–1598) werden er grote successen behaald door de Republiek. Dit was onder andere te danken aan het politieke leiderschap van de landsadvocaat Johan van Oldenbarnevelt en de stadhouders en legeraanvoerders Maurits van Nassau (de latere prins van Oranje) en zijn neef Willem Lodewijk van Nassau-Dillenburg. Het was voor de Nederlandse Republiek een zware en trage uitputtingsslag maar tegelijkertijd profiteerde de overzeese handel en industrie flink van de situatie. Tot dan toe zag de politiek daarom absoluut geen reden om te onderhandelen over een vrede. De Spaanse troepen werden geheel uit het noorden en oosten verdreven, waardoor een aaneengesloten gebied ontstond dat tamelijk veilig was. Dit Nederlandse succes was mede mogelijk door een Spaans bankroet en de tweefrontenstrijd die Spanje door de oorlog met Frankrijk moest leveren. In 1596 sloot de Republiek bovendien de Triple Alliantie, een bondgenootschap met Frankrijk en Engeland tegen Spanje; daarmee verwierf de Republiek de facto al de eerste diplomatieke erkenningen. Frankrijk verbrak dit verbond echter door op 2 mei 1598 met Spanje apart de Vrede van Vervins te sluiten.

### Akte van Afstand (1598)

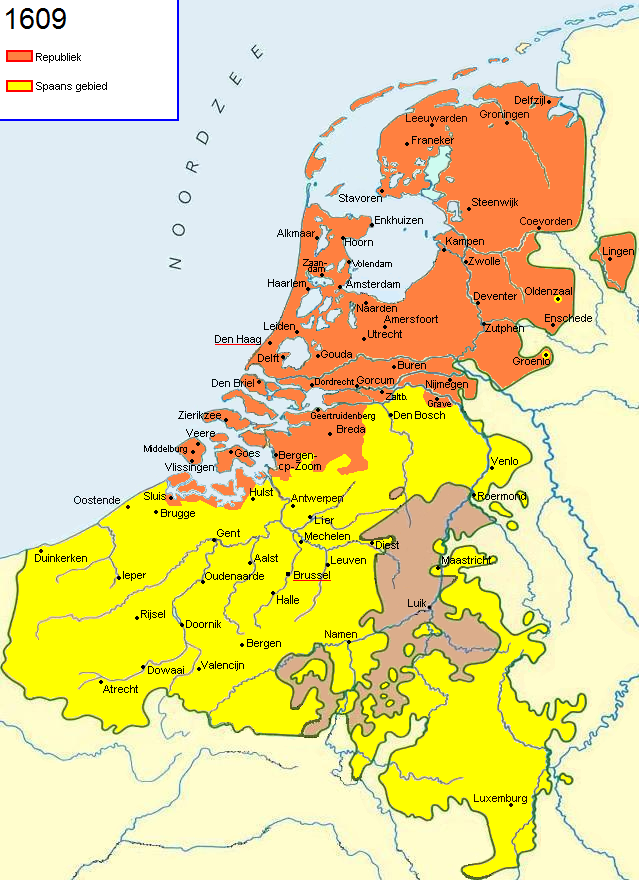
De situatie vanaf de patstelling in 1606 tot het einde van de wapenstilstand. Groenlo en Oldenzaal in het oosten van de Republiek zijn in Spaanse handen

In 1598 werden de Nederlanden, inclusief de delen waar Filips II geen macht over had, middels de Akte van Afstand door Filips II geschonken als bruidsschat bij het huwelijk van de aartshertogen Isabella en Albrecht van Oostenrijk. De koning hoopte dat zijn dochter Isabella en haar man beter in staat zouden zijn de Nederlanden volledig onder Habsburgs gezag te plaatsen. Het paar zou een nieuwe dynastie stichten en officieel als soeverein over de Zuidelijke Nederlanden regeren, maar was nog wel militair, financieel en diplomatiek afhankelijk van Spanje. Dit kwam door geheime clausules in de Akte van Afstand, die bepaalden dat de Spaanse koning het hoogste militaire gezag behield en het recht had om er de opperbevelhebber en de gouverneurs van de belangrijkste vestingen te benoemen en verantwoordelijk bleef voor de soldij van de troepen in de Nederlanden. Bovendien moesten Albrecht en Isabella zich nog steeds politiek schikken naar de wensen van de koning van Spanje. Op 13 september 1598 overleed Filips II. Zijn zoon, de minder capabele Filips III, volgde hem op in Spanje, Portugal en de Spaanse en Portugese koloniën. Als het huwelijk van Albrecht en Isabella kinderloos zou blijven, zouden Filips III en zijn afstammelingen de Nederlanden erven. Toen Albrecht, die toen al landvoogd over de Nederlanden was en in Brussel resideerde, op 21 augustus aan de Zuidelijke Staten-Generaal het koninklijk besluit bekendmaakte dat hij met Isabella zou gaan trouwen en daarmee soeverein over de Nederlanden zou worden, reageerden de Staten met verbazing, omdat Filips II hen niet had gewaarschuwd voor deze gewijzigde erfregeling, laat staan met hen had overlegd. Zij vroegen Albrecht nog om de voorwaarden van de machtsoverdracht te bespreken, maar kregen daartoe de gelegenheid niet. De geheime clausules waarmee het Oostenrijkse aartshertogelijke paar nog steeds ondergeschikt bleef aan Filips III werden ook niet aan de Staten-Generaal medegedeeld.

### Stokkende strijd
In de jaren voor de wapenstilstand stokte de reeks van successen voor de Nederlanders. Om de Nederlandse handel beter te beschermen hadden Oldenbarnevelt en de Staten Maurits in 1600 de opdracht gegeven Duinkerke te veroveren. Deze plaats was samen met Nieuwpoort een kapersnest en bracht grote schade toe aan Nederlandse schepen. Maurits had bezwaren tegen de tocht maar legde zich neer bij de opdracht. Tijdens de tocht naar Duinkerke werd Maurits verrast door de komst van een Zuidelijk leger. Onverwachts moest er bij Nieuwpoort een veldslag gevoerd worden die gewonnen werd door de stadhouder. De veldtocht naar Duinkerke werd afgebroken. Op dat moment was het verschil in inzicht duidelijk en was de relatie tussen Maurits en Oldenbarnevelt bekoeld geraakt.
In 1601 begon de belegering van Oostende door aartshertog Albrecht die 3 jaar zou duren. Later zou de Genuees Spinola de leiding over het Spaanse leger krijgen. Oostende was een stad in handen van het noorden midden in Spaans gebied. Gedurende het beleg probeerde het noorden het Spaanse belegeringsleger weg te lokken van Oostende met aanvallen op andere steden, echter zonder succes. In 1604 viel de stad in Spaanse handen. Datzelfde jaar sloot ook Engeland een aparte vrede met Spanje en zo stond de Republiek er weer alleen voor. De jaren na het beleg van Oostende werden door Spinola gebruikt om een gat in de Nederlandse verdedigingslinie te slaan door razendsnel meerdere steden in het oosten van de Republiek te veroveren: Spinola's veldtocht van 1605-1606. Dit leidde tot grote paniek onder de bevolking. Maurits kon nog een aantal steden heroveren, maar ook voor de Republiek gold dat het geld opraakte. Hoewel Engeland en Frankrijk al vrede hadden gesloten met Spanje, wilden ze de Staatsen wel indirect financieel blijven steunen, maar onder ongunstige voorwaarden; zo wilde Hendrik IV van Frankrijk graag koning worden van de Zeven Verenigde Nederlanden, wat de rebellen echter niet zagen zitten. Er werd in 1605 in Den Haag nog wel een subsidieverdrag gesloten met de protestantse Duitse keurvorsten van Brandenburg en de Palts, maar de Republiek kon de oorlogskosten nauwelijks meer dragen. Dit zorgde in 1606 voor een patstelling.

Was er op het land een patstelling ontstaan, op het water waren de Nederlanders nog oppermachtig. De Nederlanders begonnen vanaf 1594 naar Oost-Indië te varen met de zogeheten voorcompagnieën, die op 20 maart 1602 op last van de Noordelijke Staten-Generaal werden gefuseerd tot de Vereenigde Oostindische Compagnie (VOC), met het exclusieve recht op alle Nederlandse scheepvaart en handel in Azië en Oost-Indië, waaronder het recht om verdragen te sluiten, oorlog te verklaren en voeren, forten en handelsposten te bouwen. Op 25 april 1607 werd onder leiding van Jacob van Heemskerck een Spaans eskader bij Gibraltar verslagen.
De Zuidelijke Nederlanden waren zodanig uitgeput van het al veertig jaar durende continue oorlogsgeweld sinds 1576 dat zij de soldaten niet zelf meer konden betalen. Ondertussen klaagde Spinola, die sinds 1604 de verantwoordelijkheid kreeg over de Zuid-Nederlandse oorlogsfinanciën en in 1605 opperbevelhebber werd, elk jaar fel bij Madrid dat er meer Spaans geld nodig was om de Republiek te verslaan, terwijl Madrid juist steeds minder geld te besteden had en hem in 1606 zelfs verbood om aan het Madrileense hof te verschijnen; daarom drong Spinola daarna middels vertegenwoordigers aan op meer geld. In 1607 ging Filips III failliet en kon daardoor de soldij van de Habsburgse troepen in de Nederlanden ook niet meer betalen. Albrecht was wegens dit geldgebrek daarom eerder al de drijvende kracht aan Habsburgse zijde geweest achter de vredesverdragen met Frankrijk en Engeland in 1598 respectievelijk 1604; in 1607 was hij ook de grootste pleitbezorger van een vrede of wapenstilstand met de Republiek.

## Houding tegenover een vrede

### In de Republiek
Rond de eeuwwisseling werd het enthousiasme in de Republiek voor de oorlog minder. De militaire kosten die enorm toenamen, de Republiek die militair in de verdediging werd gedwongen en de economie die haperde zorgden voor een sombere stemming. De economische neergang ontstond onder meer doordat het Spaanse handelsembargo voor Engelse schepen werd opgeheven in 1604, waar die met de Nederlanders behouden bleef. Doordat een vrede naderend was kwamen in de Republiek de tegenstellingen tussen voor- en tegenstanders nadrukkelijker naar voren. In provincies waar de voorgaande jaren het meeste was gevochten, zoals Groningen, Overijssel en Gelre was de roep om vrede het grootst. In Holland en Friesland werd die roep gedeeld door handelaren die schade ondervonden van de oorlog. Daarnaast waren er voorstanders van een vrede te vinden onder de gematigden in vooral Holland en Utrecht. In Zeeland was de meerderheid tegen een vrede. Tegenstanders aldaar waren bang voor de nabijheid van Vlaanderen en veel Zeeuwen verdienden aan de blokkade van Antwerpen en kaapvaart. In het land waren ook veel tegenstanders te vinden onder orthodoxe calvinisten. Die wilden de katholieken helemaal niet met rust laten. Vanuit deze groep waren veel initiatiefnemers voor de oprichting van een West-Indische Compagnie om ook in de Nieuwe Wereld de Spanjaarden dwars te zitten.
Voorstanders van vrede stonden veelal aan de zijde van Van Oldenbarnevelt, alhoewel hij niet tegen iedere prijs vrede wenste. Tegenstanders vonden steun bij Maurits. Die was faliekant tegen een vrede, omdat hij verwachtte dat Spanje zich er nooit lang aan zou houden. Ook zag Maurits in dat hij vanuit zijn functie meer macht in oorlogstijd zou hebben dan daarbuiten.

### Onder de Habsburgers
Ook de Spaanse financiën waren niet meer toereikend voor een verdere aanvallende strijd. Hierdoor wijzigde aan Spaanse zijde in die periode voor het eerst de houding tegenover de opstandige Noordelijke Nederlanden. Moesten de Noordelijke Nederlanden eerder nog de rechten en soevereiniteit van de Spaanse koning erkennen voordat men wilde denken aan onderhandelingen, nu was de Spaanse kroon voor het eerst bereid de Noordelijke Nederlanden te erkennen als een soevereine staat. Naast de financiële problemen waren ook de eerste veroveringen van de Vereenigde Oostindische Compagnie in Azië die een bedreiging vormde voor Spanje, een reden voor de omslag. Gezien deze problemen en uit vrees voor een nieuw verbond tussen de Republiek en Frankrijk, drongen Spinola en de aartshertog voor het eerst samen aan op vrede met de Republiek. Albrechts adviseur Karel Filips van Croÿ stuurde ook aan op de zelfstandigheid van de Zeven Provinciën.

### In andere Europese staten
Elders in Europa werd er met belangstelling gekeken naar de ontwikkelingen in de Lage Landen. Zodra duidelijk werd dat er in april 1607 een staakt-het-vuren overeen was gekomen, begonnen verschillende staten en belangengroepen standpunten in te nemen en te proberen het proces te beïnvloeden. Duitse protestanten reageerden verbijsterd op het nieuws, aangezien zij meenden dat de fanatiek katholieke autoriteiten in Madrid en Brussel niet te vertrouwen waren en op een onbewaakt moment de wapenstilstand zouden schenden. De Franse en Engelse koning ergerden zich aan het feit dat er niet eerst met hen was overlegd. In mei 1607 arriveerden er drie Franse ambassadeurs onder leiding van Pierre Jeannin om aan de Haagse besprekingen deel te nemen. Van Oldenbarnevelt nodigde verder ook delegaties uit Engeland, Denemarken en Duitsland uit (Keulen, de Palts, Brandenburg, Hessen-Kassel, Württemberg, Gulik, Anhalt-Cöthen, Brandenburg-Ansbach en Bentheim), die tussen eind 1607 en begin 1608 in Den Haag aankwamen. Zowel het Noorden als Zuiden weigerden de aanwezigheid van diplomaten van Keizer Rudolf II omdat zij zich soeverein achtten en geen bemoeienis van bovenaf wilden. Hoewel alle afgevaardigden pretendeerden slechts de rol van adviseur te vervullen, kwamen zij wel degelijk om hun eigen belangen te behartigen en ze konden zich op ieder moment aansluiten bij een van beide onderhandelende kampen.
De Franse koning Hendrik IV wilde graag van de Republiek een monarchie maken met zichzelf als vorst. Hij probeerde hier samen met de Engelse koning Jacobus I voor te lobbyen met het argument dat republicanisme een gevaarlijke ideologie was die zich niet verder in Europa mocht verspreiden. Jacobus was het daar op zich mee eens, maar als Frankrijk ook nog de Noordelijke Nederlanden zou komen te regeren, dan werd het veel te machtig voor Engeland. De Duitse vorsten waren vooral bezorgd om de positie van het protestantisme, die overal waar het maar kon beschermd en versterkt diende te worden.

## Onderhandelingen

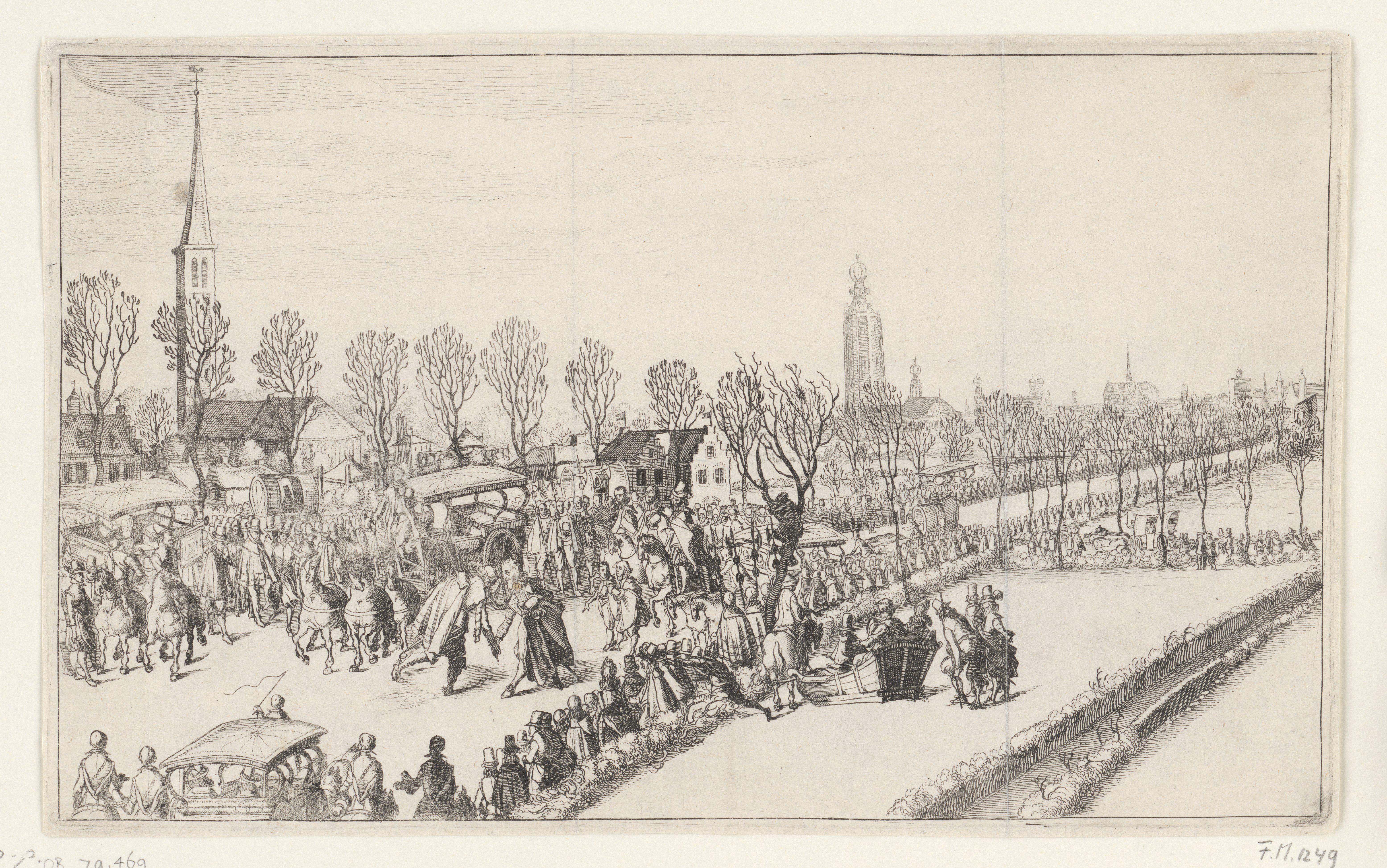
Aankomst van de vijf Spaanse ambassadeurs te Rijswijk voor de vredesonderhandelingen te Den Haag, februari 1608. Maurits en Spinola geven elkaar de hand

De onderhandelingen verliepen in vier fasen:
- het vooroverleg (1606–1607)
- de vredesbesprekingen in Den Haag (februari–augustus 1608)
- de langdurige wapenstilstand met veel indirecte diplomatie (augustus 1608–maart 1609)
- de uitwerking en aanname van het Twaalfjarig Bestand in Antwerpen (maart–april 1609).[18]

In eerste instantie werd er geprobeerd een vrede te sluiten in plaats van een tijdelijke wapenstilstand. In 1606 werd er vanuit de Zuidelijke Nederlanden door Jan Neyen gepeild naar de kans van slagen van een mogelijke vrede met de Nederlandse Republiek. Toen die wil naar vrede aanwezig bleek in het noorden, probeerden de Aartshertogen toestemming van de Spaanse koning Filips III te krijgen om over een mogelijke onafhankelijkheid te praten. Maar een volmacht die Filips daarvoor in 1599 aan Albrecht had geschonken weigerde hij in 1606 te hernieuwen. Desondanks achtten Albrecht en Spinola zich begin 1607 soeverein om de onderhandelingen aan te vatten. Een eis van de Staten-Generaal dat de Republiek voor de duur van de onderhandelingen werd erkend als vrije en soevereine staat werd bijna volledig ingewilligd; het Zuiden was bereid het Noorden 'liber ende vry te laeten'. De Republiek ging met dit voorstel akkoord op 12 april 1607; als het op tijd werd geratificeerd, zou er op 4 mei een staakt-het-vuren ingaan. In deze tussentijd werd nog de Zeeslag bij Gibraltar gevoerd die leidde tot een Staatse zege (25 april). Van Oldenbarnevelt drong erop aan dat Filips III de voorwaarden van het staakt-het-vuren ook zou aanvaarden met een zogenaamde agreatie om te voorkomen dat hij Spinola, Albrecht en Isabella zou overrulen of zonder hen de oorlog zou proberen voort te zetten. Filips III was boos dat Albrecht en Spinola toch zonder zijn toestemming de onderhandelingen waren begonnen, maar hij besefte dat het zomaar intrekken van de door Albrecht verleende voorlopige Staatse onafhankelijkheid hem een zeer slechte diplomatieke reputatie zou opleveren. In plaats daarvan probeerde hij zijn agreatie te vertragen, waarop Spinola hem onder druk zette om dan weer iedere maand van veertig dagen 300.000 escudo's oftewel 750.000 Hollandse guldens op te hoesten om een hervatting van de oorlog te kunnen betalen. Omdat Filips III dat geld niet had, stelde hij uiteindelijk toch maar een agreatie op, die op 25 oktober 1607 door Jan Neyen en Louis Verreycken aan de Staten-Generaal werd overhandigd. Hoewel het document niet aan diplomatieke conventies voldeed en aan de besprekingen de voorwaarde van godsdienstvrijheid voor katholieken in de Noordelijke Nederlanden verbond – hetgeen kon worden opgevat als een inbreuk op de soevereiniteit van de Republiek – besloten de Staten het toch maar te aanvaarden; het betekende een voorwaardelijke erkenning van hun onafhankelijkheid in plaats van een onvoorwaardelijke acceptatie van hun soevereiniteit en dat was een belangrijke diplomatieke overwinning. Omdat het staakt-het-vuren inmiddels alweer bijna afgelopen was moest het eerst worden verlengd en onderhandelaars werden van instructies voorzien. Filips III gaf Albrecht en Isabella op 10 januari 1608 een procuratie (toestemming) om zowel in zijn als in hun eigen naam te onderhandelen.
Met de komst van Spinola op 1 februari 1608 in Den Haag kregen de onderhandelingen een formeel karakter. Hij onderhandelde uit naam van Spanje en de aartshertogen. Tijdens de onderhandelingen bleek dat Filips III bleef aandringen op twee eisen in ruil voor zelfstandigheid; terugtrekking uit Indië en vrijheid van eredienst voor katholieken in de Republiek. Dit waren voor de Republiek zulke onmogelijke eisen dat de onderhandelingen voor een vrede werden onderbroken op 23 augustus 1608. De VOC ontbinden was onhaalbaar omdat die net was opgericht en er flink in geïnvesteerd was door de elite. Door bemiddeling van de Franse diplomaat Pierre Jeannin bleek het wel mogelijk een langdurige wapenstilstand te sluiten op de voorwaarden van de eerder gesloten wapenstilstand. Dit was voor Van Oldenbarnevelt wel minder aantrekkelijk dan een vrede, maar beter dan niks omdat het toch financiële verlichting bood. Een concessie van Van Oldenbarnevelt richting Spanje was het stopzetten van de oprichting van de tegenhanger van de VOC in Amerika, de West-Indische Compagnie.
Er werd door tegenstanders een heftige publiciteitscampagne gevoerd en ook Maurits probeerde Hollandse vroedschappen te overtuigen dat een wapenstilstand niet goed was voor het land. Uiteindelijk bleek een meerderheid in de Republiek voorstander van de wapenstilstand en ook in Spanje moest Filips vanwege geldgebrek eraan toegeven. In 1609 werden de slotbepalingen in Antwerpen verder uitgewerkt. Daarna was het klaar om geratificeerd te worden door beide partijen. De afkondiging van het bestand van twaalf jaar volgde op 9 april 1609. Internationaal werd de gesloten overeenkomst als eervol gezien voor de Republiek en niet voor Spanje. Het prestige was hierdoor enorm gestegen en voor het eerst krijgt de Republiek internationaal volledige erkenning van haar soevereiniteit. Engeland en Frankrijk kregen een Nederlandse ambassadeur en er werden diplomatieke betrekkingen aangegaan met het Ottomaanse Rijk (1610), Marokko (24 december 1610) en de Republiek Venetië (31 december 1619).

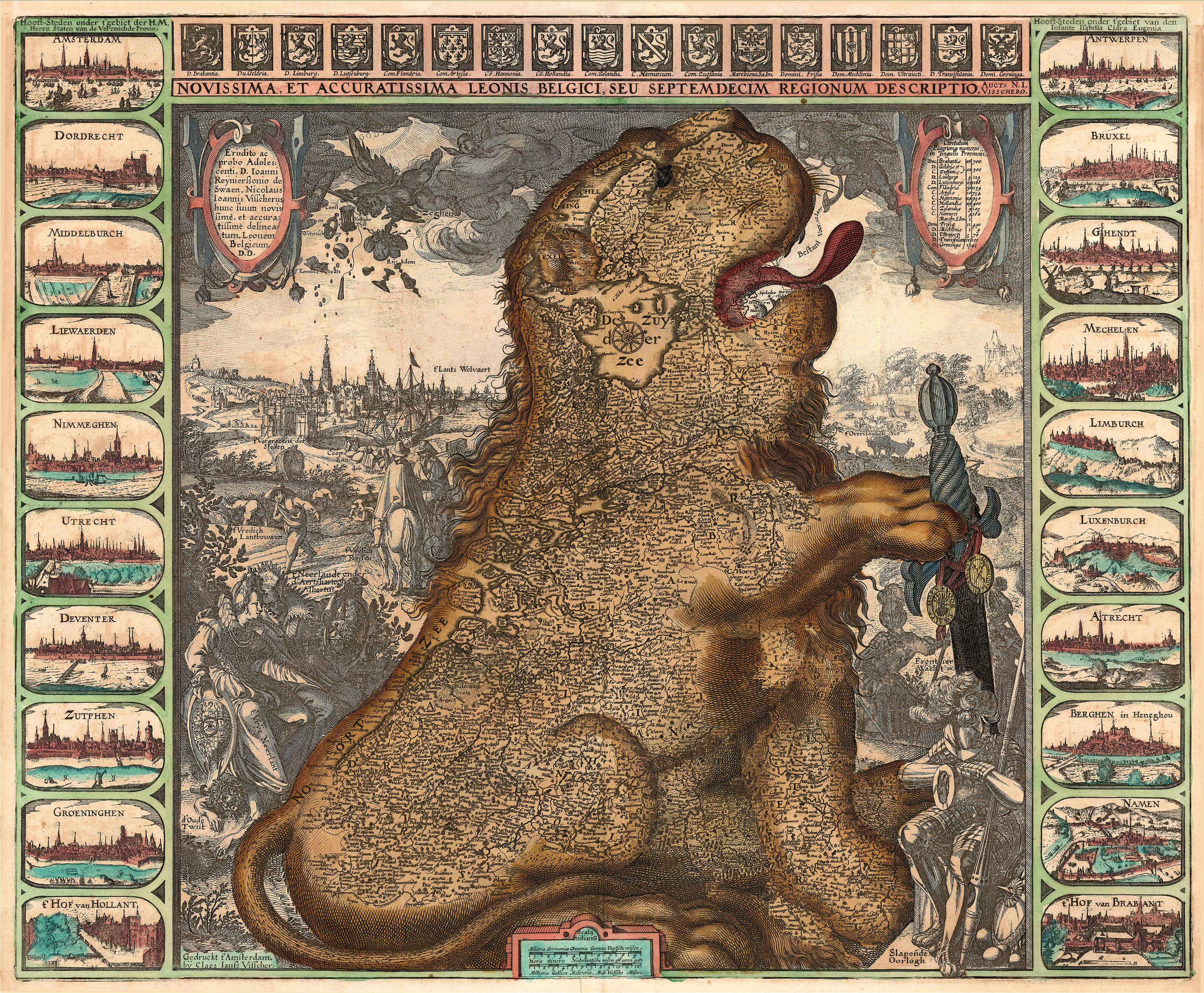
Voorstelling van de Lage Landen als Leo Belgicus door Claes Janszoon Visscher, 1609

Het Twaalfjarig Bestand zorgde voor een tijdelijke onderbreking van de oorlog tegen Spanje die in 1568 met de militaire invallen van Willem van Oranje was begonnen. Speciaal voor de gelegenheid produceerde Claes Janszoon Visscher een plattegrond van de Nederlanden in de vorm van een leeuw, de Leo Belgicus. Daarop werden alle zeventien Nederlanden als een geheel afgebeeld, vreedzaam naast elkaar levend dankzij het verstommen van het wapengekletter, gesymboliseerd door de slapende god Mars rechtsonder.

## Gulikse Successieoorlog
Tijdens de wapenstilstand werd er tussen de beide partijen niet meer gevochten in de Nederlanden. Ten oosten van de Republiek gingen de oorlogshandelingen zonder rechtstreekse vijandigheden echter verder.
Een maand voor het sluiten van de wapenstilstand overleed de laatste hertog van Gulik, Johan Wilhelm. Naast Gulik hoorden bij de erfenis ook de landen Kleef, Berg, Mark en Ravensburg; allemaal landen gelegen aan de oostgrens met de Republiek. Om die reden was het voor de veiligheid van de Republiek van belang dat de gebieden in bezit kwamen van een (protestantse) medestander. In eerste instantie leek het ook die kant op te gaan; de keurvorst van Brandenburg, Johan Sigismund en de graaf van Palts-Neuberg, Filips Lodewijk hadden de meeste aanspraak op het bezit en daarom besloten zij samen de gebieden te besturen. Keizer Rudolf II zag dit echter niet zitten, want het waren lutheranen, dus stuurde hij een leger en liet Gulik bezetten. Maurits en Van Oldenbarnevelt vonden dat zij moesten helpen met het verjagen van keizerlijke leger. Met een leger werd in juli 1610 opgetrokken naar Gulik. De stad werd belegerd samen met de Fransen en vervolgens ingenomen op 2 september.
Na drie jaar werd het opnieuw onrustig. De keurvorst van Brandenburg was overgegaan op het calvinisme en de Paltsgraaf op het katholicisme en oorlog tussen beiden brak uit. De Republiek steunde hierin de keurvorst en de Zuidelijke Nederlanden steunden de paltsgraaf. Spinola verzamelde een leger en bezette meerdere steden waaronder Aken en Wesel. Maurits kon met zijn leger onder andere Rees bezetten. Hierbij werd een confrontatie tussen de twee legers vermeden om het bestand niet te schenden. Beide partijen trachtten tussen 1614-1616 een goede positie te krijgen voor het hervatten van de onderlinge strijd.
Maurits was bevreesd voor deze manier van oorlog voeren en wilde het liefst de wapenstilstand opzeggen. Oldenbarnevelt bleef de wapenstilstand verdedigen. Weer werden de scherpe tegenstellingen tussen de twee duidelijk.

## Situatie in de Zuidelijke Nederlanden tijdens het bestand
Dit werden jaren van vrede en welstand in de Zuidelijke Nederlanden en voor het aartshertogenpaar Isabella en Albrecht twaalf gelukkige jaren. De twee vertoefden vaak op hun buitenverblijven in Tervuren en Mariemont, waar ze hun favoriete sport, de jacht, beoefenden. Vooral Isabella was populair onder de bevolking; de wat verlegen en soms in de omgang wat stijve Albrecht minder.
Door het bestand was er opnieuw bewegingsvrijheid tussen het noorden en het zuiden. Om de katholieke contrareformatie veilig te stellen werden er in 1609 twee ordonnanties afgekondigd. Het werd verboden om in het openbaar te spreken over de religieuze geschillen of leerstellingen te verspreiden die ingingen tegen het katholieke geloof. Toch was er tijdens het bestand een hernieuwde activiteit van protestantse kernen.

## Situatie in de Republiek tijdens het bestand

### Bestandstwisten

Het wapen van de Staten-Generaal van 1609

Het onmiddellijke resultaat voor de Republiek was een soevereine natie. Om de erkenning van de onafhankelijkheid van de Nederlandse Republiek te markeren, voegden de Staten-Generaal een koningskroon aan hun wapen toe. Kort na de wapenstilstand kregen de Nederlandse afgezanten in Parijs en Londen de volledige ambassadeursstatus. De Republiek ging diplomatieke banden aan met Venetië, de Marokkaanse sultans en het Ottomaanse rijk. Op 17 juni 1609 hadden Frankrijk en Engeland het verdrag ondertekend dat de onafhankelijkheid van de Republiek garandeerde. Om hun belangen in de Oostzee te beschermen, sloot de Nederlandse Republiek in 1614 een defensief pact met de Hanze dat was opgezet om hen te beschermen tegen Deense agressie.
Tijdens het Twaalfjarig Bestand kwam er een einde aan de eenheid binnen de Republiek der Zeven Verenigde Nederlanden. De meningsverschillen tussen Maurits en Johan van Oldenbarnevelt liepen steeds hoger op. Al in 1600 was Maurits tegen het sturen van het leger naar Duinkerken geweest vanwege het grote risico; een besluit dat door Van Oldenbarnevelt was doorgedrukt. De Slag bij Nieuwpoort die daaruit volgde werd slechts met héél veel moeite door Maurits gewonnen. Hierdoor werden Maurits en Van Oldenbarnevelt definitief tegenstrevers. Van Oldenbarnevelt was echter ook een warm pleitbezorger van het staakt-het-vuren, omdat dit gunstig was voor de handel. Maurits zag door een bestand zijn mogelijkheden voor gebiedsuitbreiding afnemen en verloor een belangrijke vorm van inkomsten door het wegvallen van veroverde buit. Maurits had liever doorgevochten.
Door het bestand kwamen ook de godsdienstige tegenstellingen scherper aan het licht. De volgelingen van de geestelijke Jacobus Arminius (1560-1609), de remonstranten of rekkelijken, weken af op het punt van de predestinatie, de vrije wil en de erfzonde van het kerkelijk-calvinistische belijden zoals dat was vastgelegd in de Nederlandse Geloofsbelijdenis en de Heidelberger Catechismus en zetten zich af tegen bindende belijdenisgeschriften, waarin werd bepaald hoe men de Bijbel moet interpreteren. Hun opvattingen werden vastgelegd in de vijf artikelen van de remonstranten. Zij richtten zich tot de Staten van Holland en West-Friesland om steun te krijgen tegen hun uitsluiting van de publieke kerk. Daarmee was het een politieke kwestie geworden.

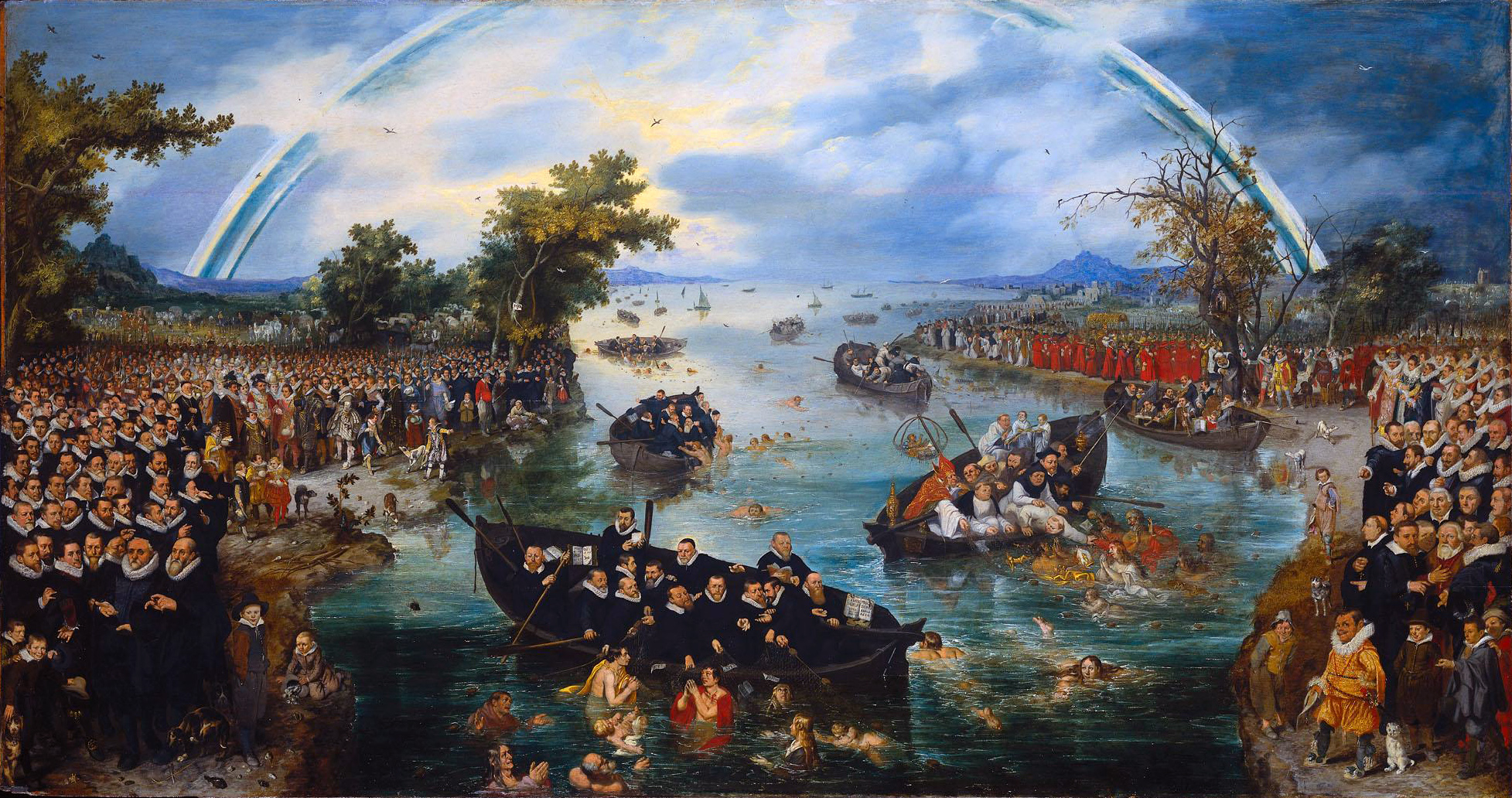
De zielenvisserij, Adriaen Pietersz. van de Venne, 1614
Allegorie op de ijver van de religies tijdens de Treves (Bestand). De rivier tekent de vanaf nu duidelijke scheiding tussen noord en zuid. Links de protestanten met de graven Maurits en Frederik Hendrik, Frederik V van de Palts, Jacobus I van Engeland en de jonge Lodewijk XIII van Frankrijk met zijn moeder Maria de' Medici. Op de voorgrond vissen de protestanten; hun netten zijn gemerkt met Fides, Spes en Caritas. Rechts de katholieken met aartshertogen Albrecht en Isabella, Spinola en paus Paulus V gedragen door kardinalen. Een bisschop met zijn priesters vist in het katholieke bootje naar mensen

Van Oldenbarnevelt - die net als Maurits eigenlijk onverschillig tegenover alle religieuze meningsverschillen stond - wilde zeggenschap over de Kerk om rust te brengen in de gewesten. De calvinistische predikanten wensten echter geen inmenging van de staat in hun geloofsopvatting. Toen Van Oldenbarnevelt ruimte vroeg voor de remonstrantse leer van de Leidse hoogleraar Jacobus Arminius, escaleerde het conflict. Maurits zag in de calvinisten een bondgenoot tegen Van Oldenbarnevelt en sloot zich aan bij de contraremonstranten, die de leer van de (ook Leidse) hoogleraar Franciscus Gomarus aanhingen.
In 1616 gaf Hugo de Groot een lezing in Amsterdam over tolerantie tussen de strijdende partijen. Amsterdam was min of meer het centrum van het verzet tegen de remonstranten. In februari 1617 kwam het daar tot rellen op zondagochtend voor het huis van Joachim Rendorp en Rem Bisschop. Jacobus Taurinus schreef een pamflet waarin hij de overheid voorhield het heft in handen te blijven houden en de steden opriep hun oude privileges op te eisen. De Staten gaven de vroedschappen toestemming waardgelders aan te nemen, want de schutterijen waren veelal calvinistisch.
De (remonstrantse) regenten in Holland hadden op 4 augustus 1617 de Scherpe Resolutie aangenomen. Deze resolutie gaf de steden in Holland de mogelijkheid om eigenhandig waardgelders (huurtroepen) aan te nemen om onlusten te voorkomen. In de praktijk kwam dit neer op optreden tegen contra-remonstranten. Maurits zag in deze resolutie een aantasting van zijn gezag als militair leider.

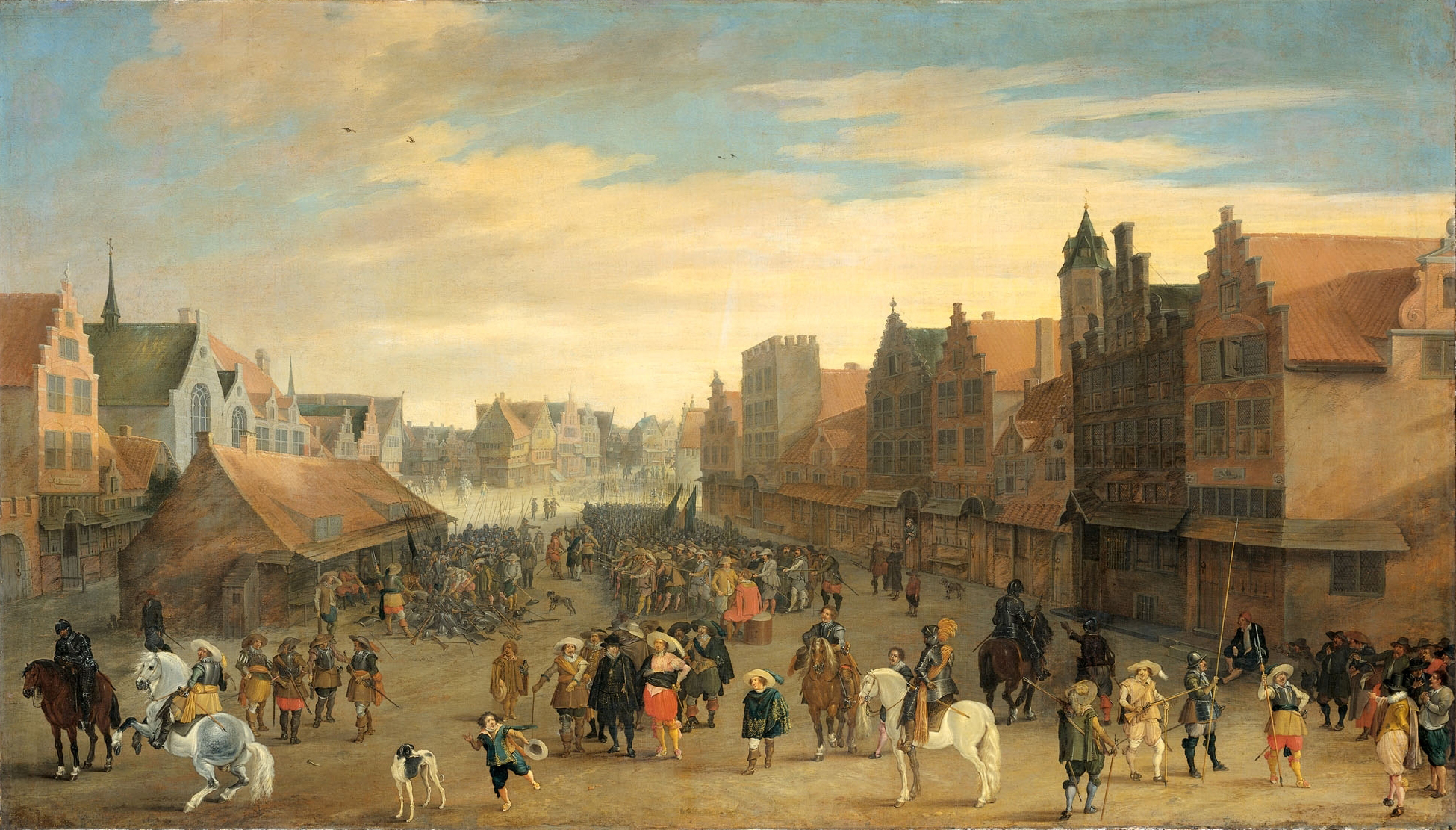
De waardgelders worden afgedankt op de Neude in Utrecht door Prins Maurits, 31 juli 1618

De regering onder Johan van Oldenbarnevelt hield een synode zo lang mogelijk tegen, omdat het afbreuk zou doen aan haar gezag. Op 6 oktober 1617 sprak Dudley Carleton in naam van Jacobus I van Engeland zich in de Staten-Generaal der Nederlanden uit voor het houden van een synode. Hij was in staat op juridisch vlak met Grotius en Van Oldenbarnevelt te redetwisten en slaagde erin de relaties tussen Engeland en de Nederlanden te verbeteren, dankzij zijn polariserende houding tegenover de Arminianen. Op 26 oktober 1617 vertrok stadhouder Maurits stilletjes uit Den Haag, om Delft, Schiedam, Rotterdam, Dordrecht en Gorinchem tot de synode te bewegen en aan te dringen op het opheffen van de waardgelders. Op 20 februari 1618 erfde Maurits de titel prins van Oranje van zijn overleden halfbroer Filips Willem van Oranje. In maart en mei 1618 probeerde de prins bij zijn bezoek aan Gelderland en Overijssel de gewesten over te halen tot een synode. Van Oldenbarnevelt werd ondertussen beschuldigd van het aannemen van steekpenningen van Spanje. Hij kreeg nog meer kritiek over zich heen toen de raadspensionaris een brief schreef aan de stadhouder. Eind juli 1618 vertrok de prins naar Utrecht. Het aanhouden van waardgelders werd door de kapitein-generaal van het Staatse leger als rebellie beschouwd. De prins besloot de waardgelders in Utrecht te dwingen de wapens neer te leggen; daarvoor werden alle straten naar de Neude afgezet. Bovendien werden er zeven nieuwe contra-remonstrantse edelen benoemd tot de Utrechtse ridderschap en werden de meeste Arminiaanse leden van de vroedschap vervangen. Het gevolg was dat de Staten van Utrecht stemden voor een nationale synode. Op 25 augustus gingen ook de Staten van Holland akkoord met een synode, die in november bijeenkwam en waarvan de uitkomst min of meer al duidelijk was.

### Wetsverzetting
De stadhouder liet eind augustus 1618 Van Oldenbarnevelt, Hugo de Groot en Rombout Hogerbeets arresteren, nadat hij hen in Den Haag had uitgenodigd. Een week later trok de prins naar Schoonhoven, Den Brielle, Delft, Schiedam, Gorinchem, Oudewater en Woerden. In oktober was hij in Monnikendam, Hoorn, Medemblik, Purmerend, Alkmaar, Leiden, Haarlem, Rotterdam; begin november in Gouda. In alle steden zijn burgemeesters, vroedschapsleden, en officieren van de schutterij ontslagen en vervangen. Een uitzondering was Edam.
De Synode van Dordrecht besloot dat de leer van Gomarus de leer van de Gereformeerde Kerk was. Een afscheiding kon niet langer worden tegengehouden en de remonstranten richtten in september 1619 de Remonstrantse Broederschap op.
Voor een speciaal tribunaal werd Van Oldenbarnevelt ter dood veroordeeld. Op 13 mei 1619 werd hij op het Binnenhof onthoofd. Met de dood van Van Oldenbarnevelt en het verbod op de remonstrantse leer was de binnenlandse strijd in het voordeel van prins Maurits beslist.
In 1619 verbood de Synode van Dordrecht — waar ook besloten werd tot de Statenvertaling te komen — de remonstrantse leer.

## Het einde van het Twaalfjarig Bestand
In 1621 liep het Twaalfjarig bestand af en Spanje smeedde plannen om de gewesten die in opstand waren gekomen te heroveren. Albrecht, die het bestand graag verlengd zag, stuurde in maart 1621 onderhandelaars naar Den Haag maar kon geen beroep meer doen op zijn topdiplomaat Jean Richardot die intussen was overleden. Pieter Peck - Petrus Peckius - de kanselier van Brabant verving hem. Hij richtte zich niet op het verlengen van het bestand maar stelde eisen die de Staatse leiders niet wilden aanvaarden. Zo vroeg hij om de erkenning van de aartshertogen als soeverein, de heropening van de Schelde en godsdienstvrijheid. De Verenigde Provinciën kregen in ruil zelfbestuur en vrije toegang tot de Indiën. Peck stootte op hoongelach en verkeek de kans op vrede. De leiders van de Republiek antwoordden daarop dat de protestanten in het zuiden nauwelijks het recht op overleven hadden en wezen deze eis af. Het aantal katholieken in het noorden was nog zo groot dat de protestantse elite bang was dat bij volledige godsdienstvrijheid de suprematie van de calvinisten in gevaar zou komen.
De situatie verergerde verder toen Filips III op 31 maart 1621 overleed en zijn 16-jaar oude zoon Filips IV hem opvolgde. In feite was het Gaspar de Guzmán y Pimentel die het beleid bepaalde en die wilde de oorlog verderzetten. Het Spaans leger in de Nederlanden werd weer tot 60.000 man en op volle sterkte gebracht met Ambrogio Spinola als bevelhebber. De Hollanders hadden van de periode gebruikgemaakt om hun marinevloot te ontplooien en om in de controle van Zuid-Azië een voorsprong op de Engelsen te nemen.
Nadat landvoogd Albrecht van Oostenrijk in 1621 kinderloos overleed, kwamen de Zuidelijke Nederlanden conform de Akte van Afstand weer rechtstreeks onder de Spaanse troon, met Isabella van Spanje als landvoogdes.

## Fotokopieën verdragstekst

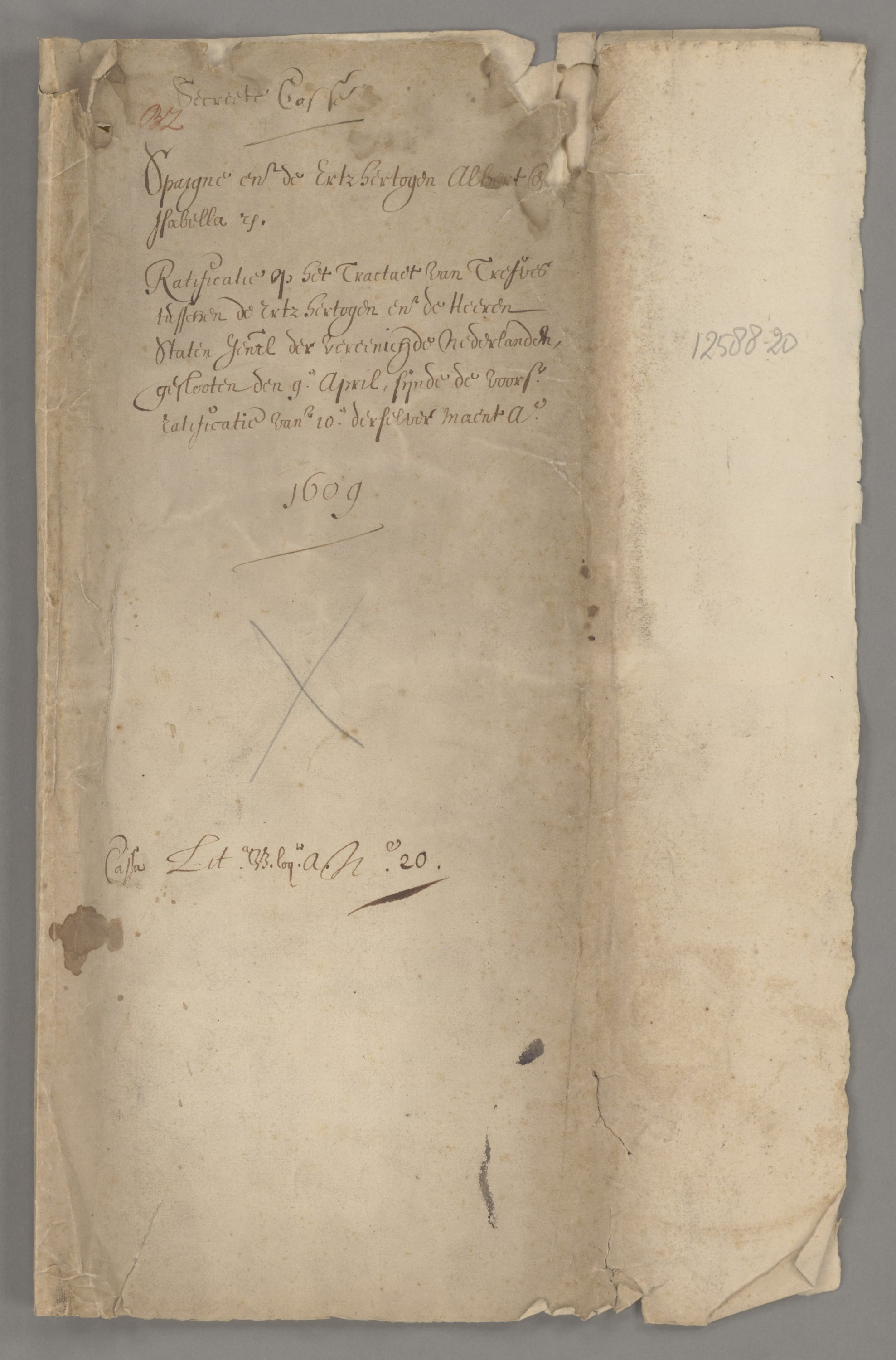
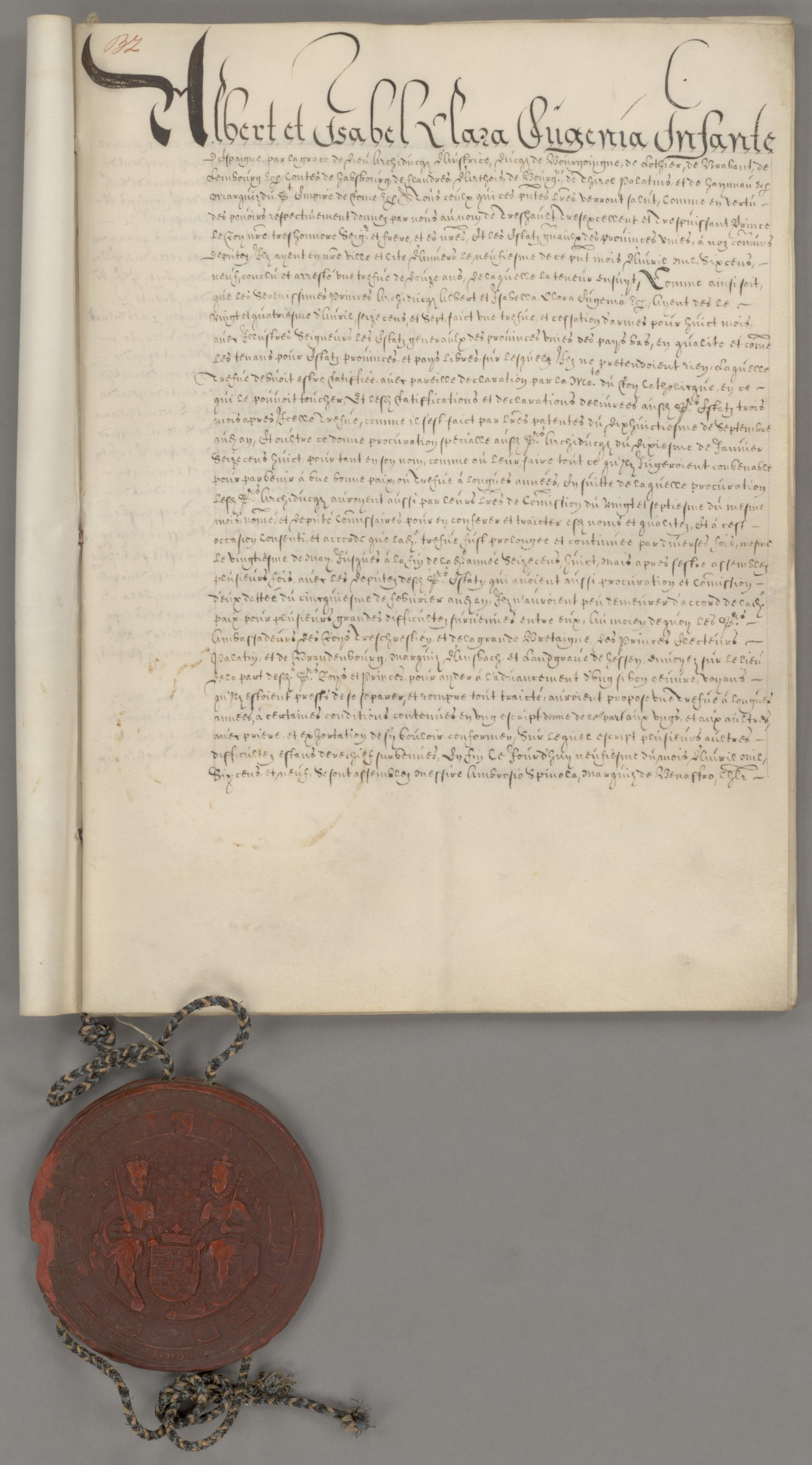
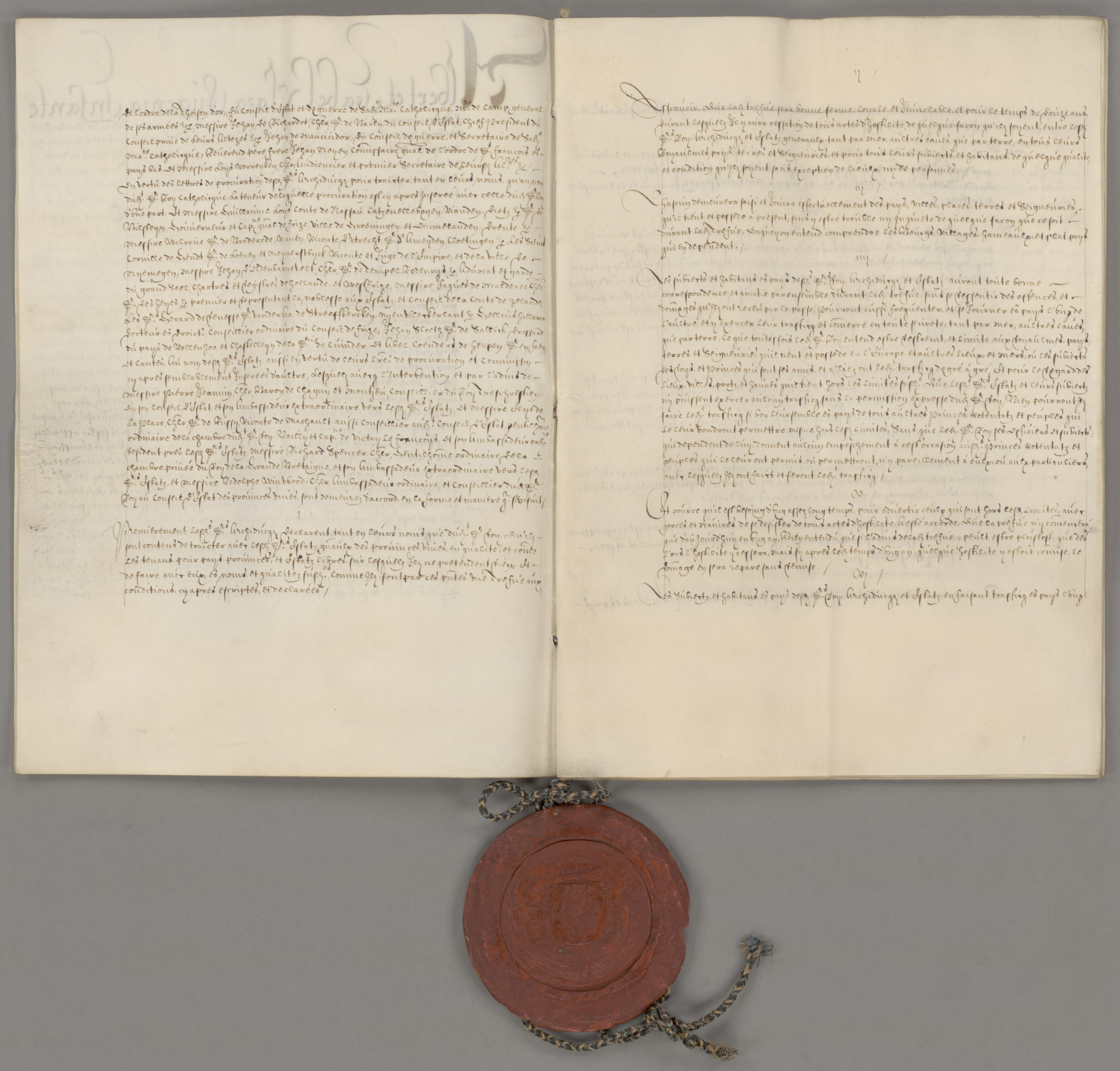
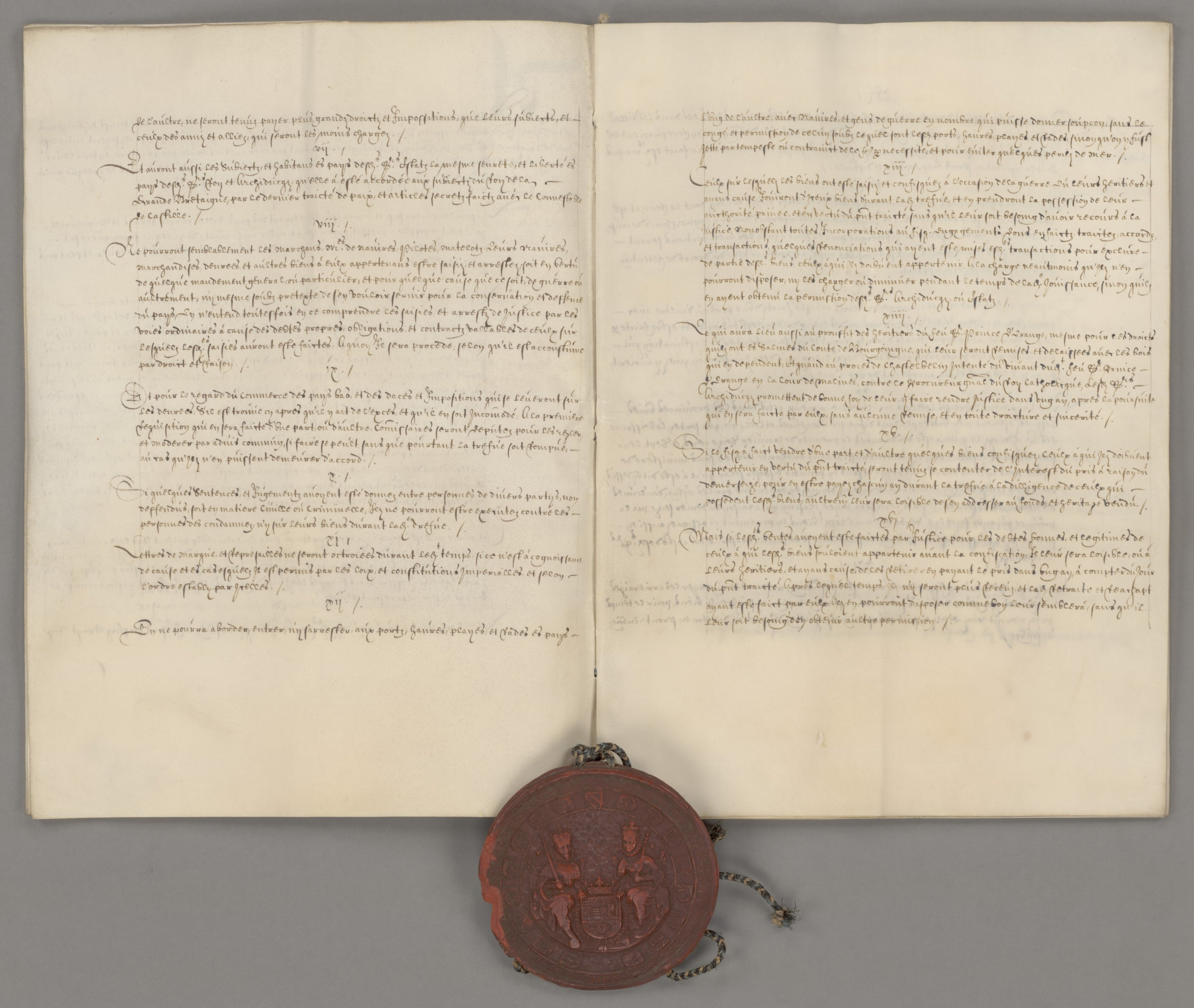
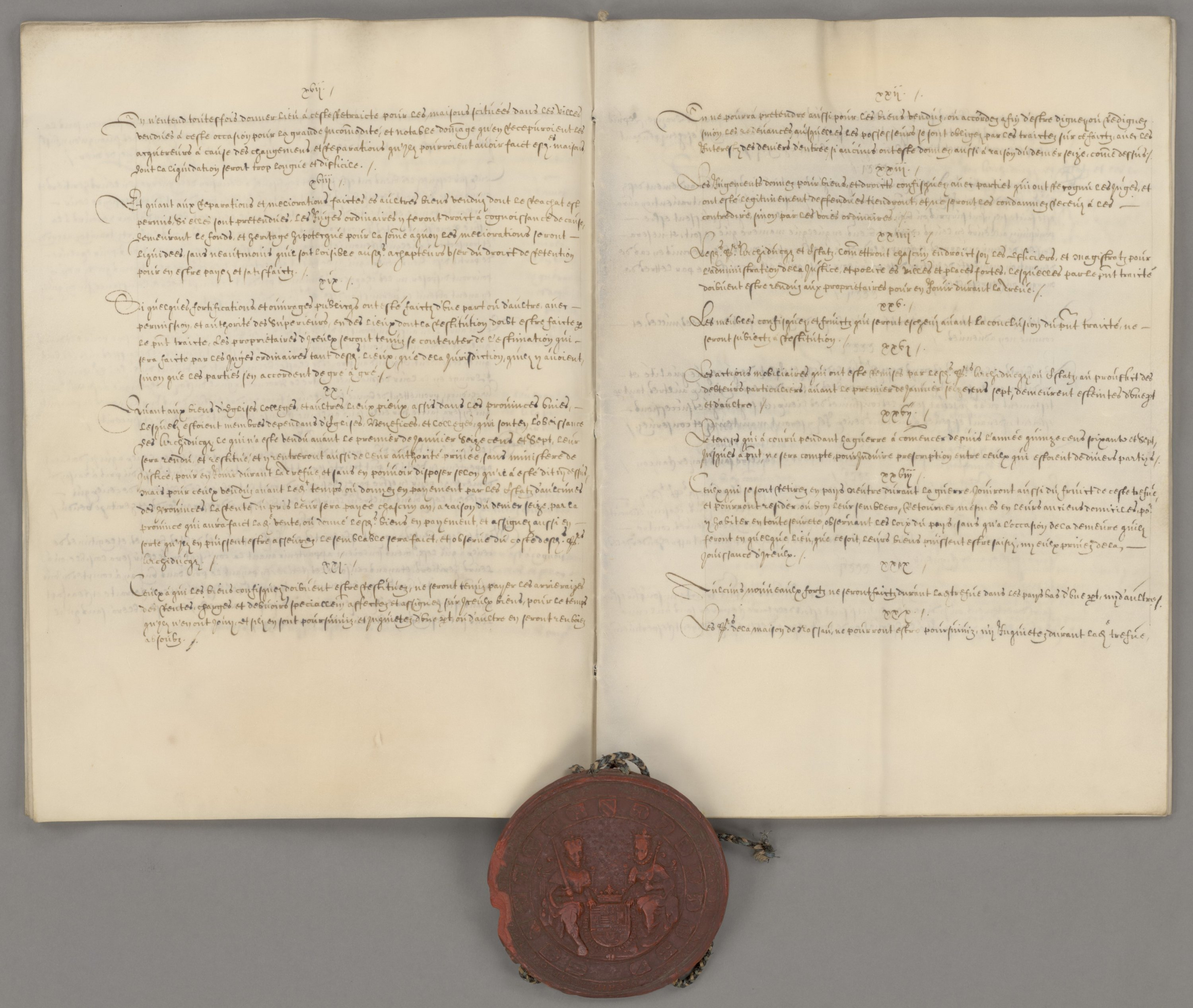
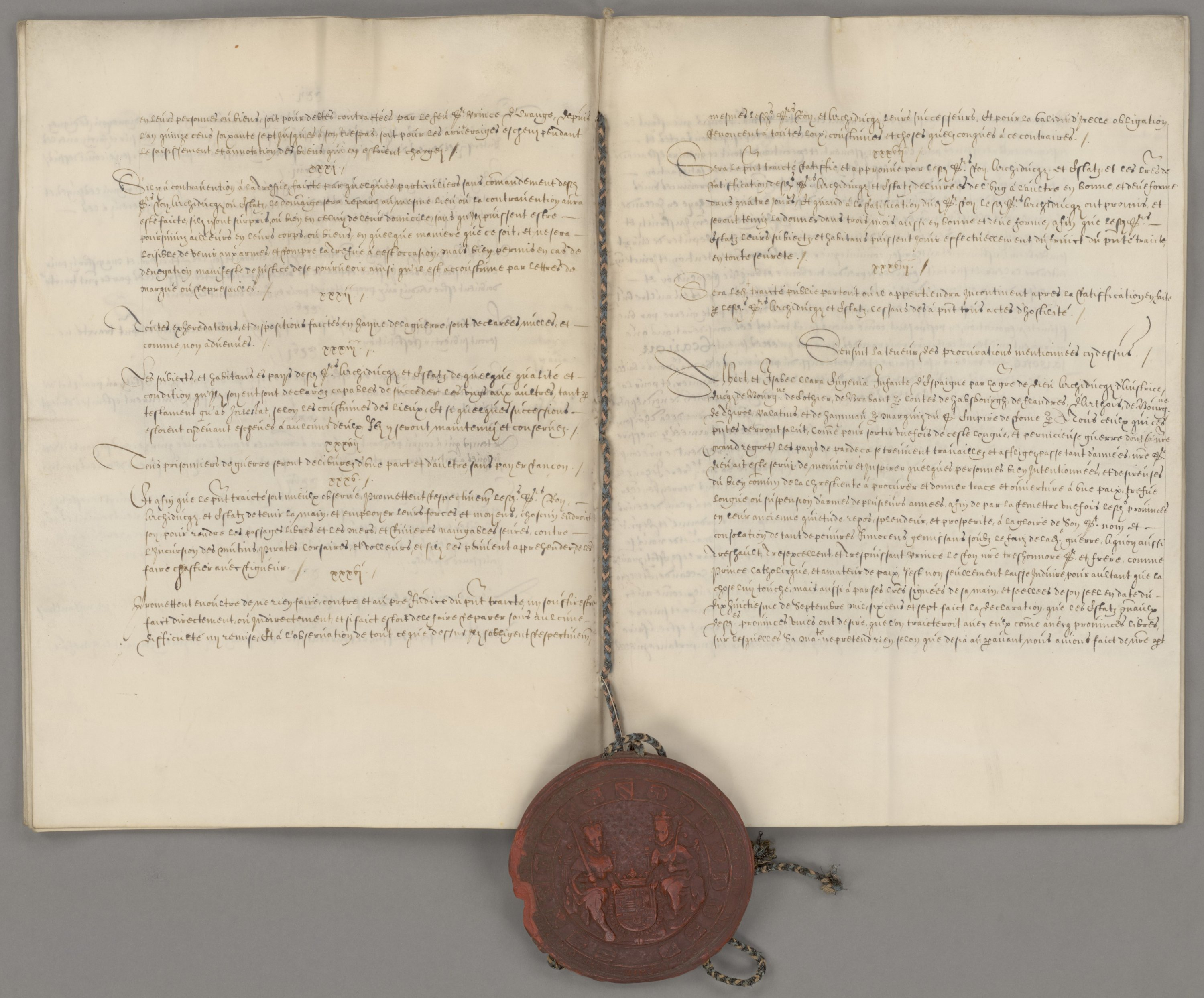
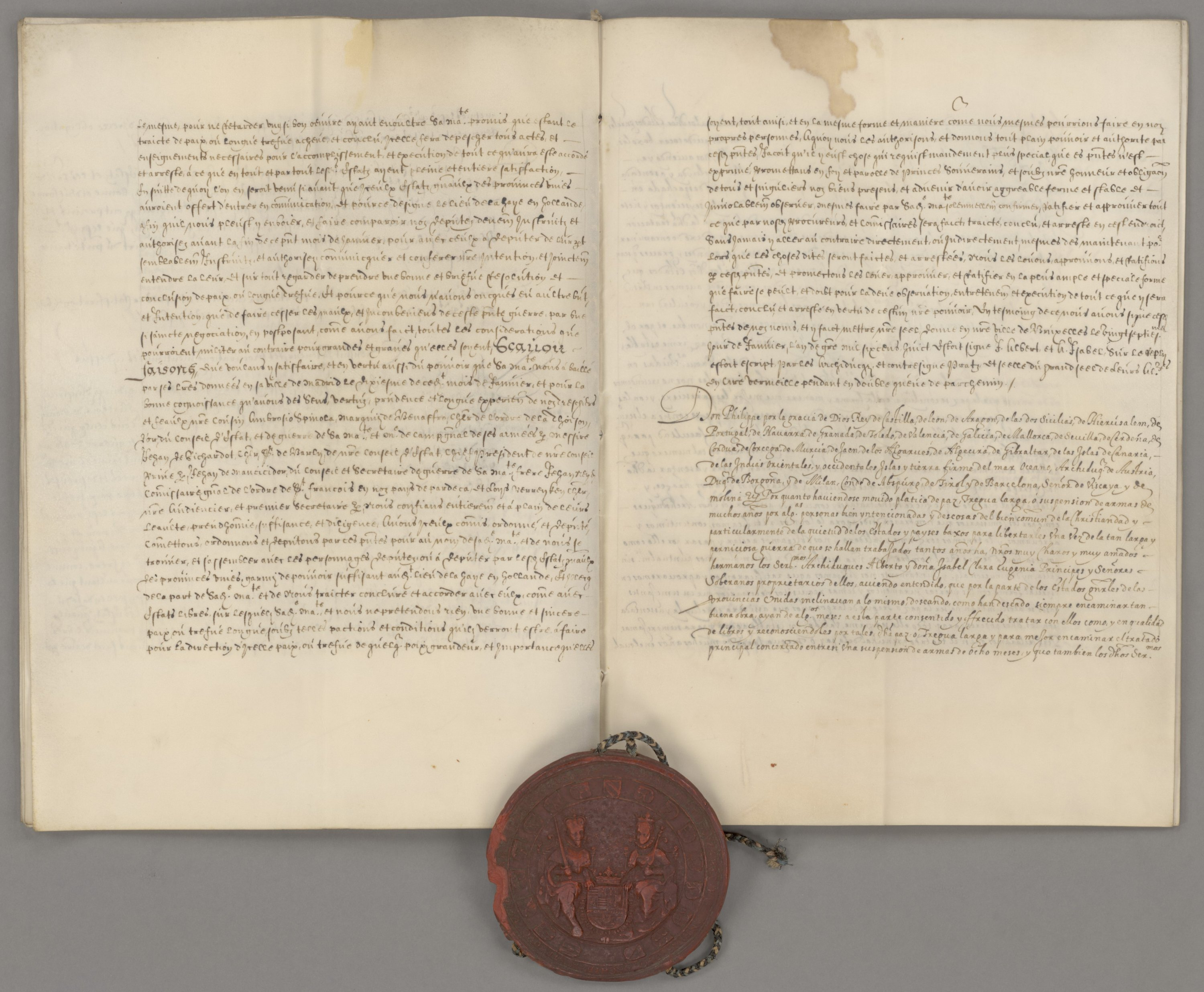
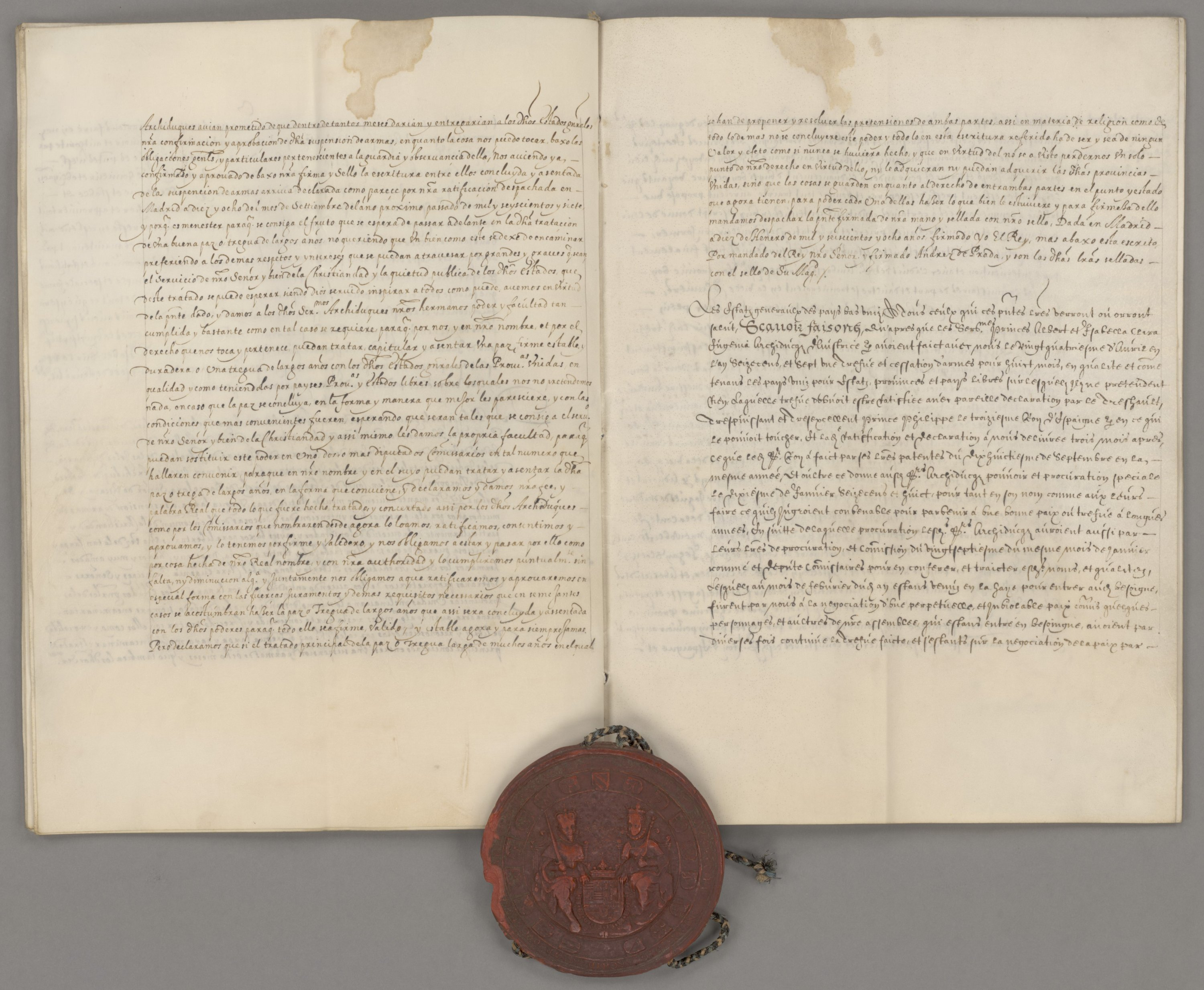
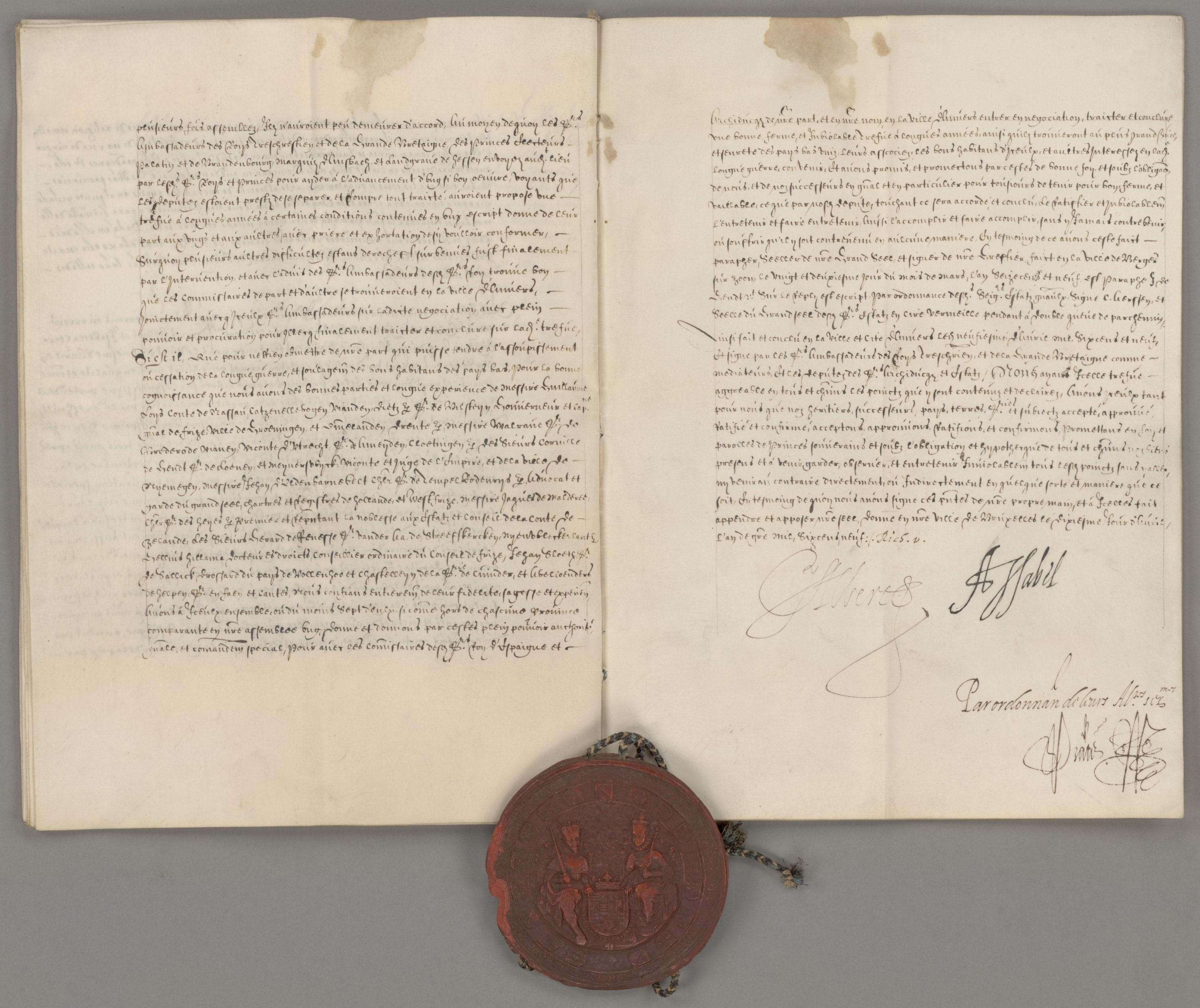